# Boeing Model 7
Boeing Model 7 là một tàu bay (flying boat) hai tầng cánh được Boeing chế tạo vào thập niên 1920. Nó được chế tạo để có thể chở được 1 phi công và 2 hành khách.

## Thông số kỹ thuật (phiên bản)
Bowers

### Đặc điểm riêng
- Phi đoàn: 1
- Sức chứa: 2 hành khách
- Chiều dài: 27 ft 8 in (m)
- Sải cánh: 45 ft 6 in (m)
- Chiều cao: 11 ft 8 in (m)
- Diện tích cánh: 403 ft² (m²)
- Trọng lượng rỗng: 2.028 lb (kg)
- Trọng lượng cất cánh: 2.699 lb (kg)
- Trọng lượng cất cánh tối đa: n/a
- Động cơ: 1 × Hall-Scott L-4, 130 hp (kW)

### Hiệu suất bay
- Vận tốc cực đại: 84 mph (km/h)
- Vận tốc hành trình: 75 mph (km/h)
- Tầm bay: 500 dặm (km)
- Trần bay: 10.000 ft (m)
- Vận tốc lên cao: n/a
- Lực nâng của cánh: n/a
- Lực đẩy/trọng lượng: n/a